# برنامه زمانی

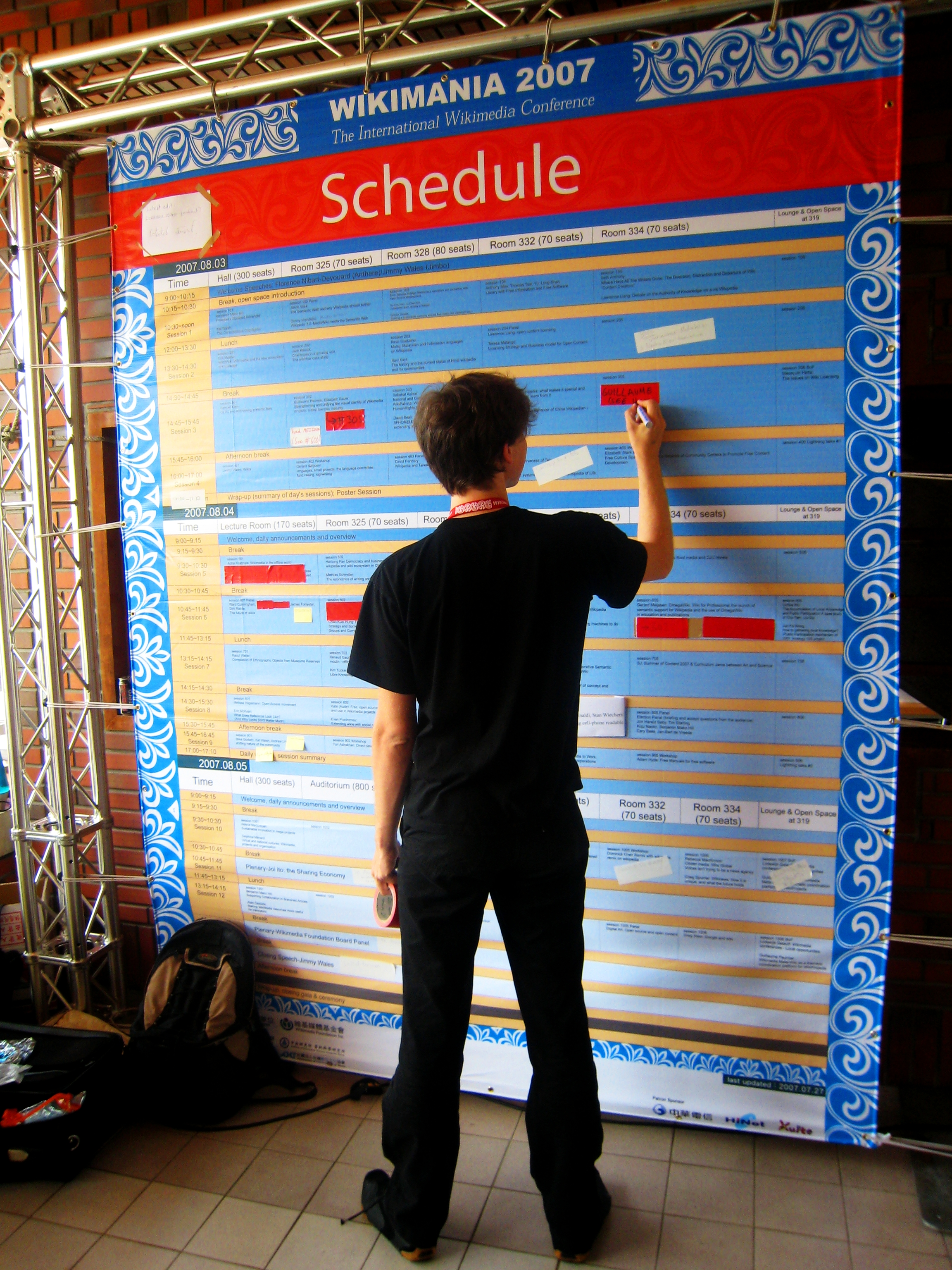
یک داوطلب تابلوی برنامه را در ویکیمانیا ۲۰۰۷ تنظیم می‌کند. این تابلو زمان‌ها و مکان‌هایی را که رویدادها در آن برگزار می‌شود نشان می‌دهد، بنابراین به شرکت‌کنندگان در تصمیم‌گیری در مورد رویدادهایی که می‌توانند در آن شرکت کنند، کمک می‌کند.

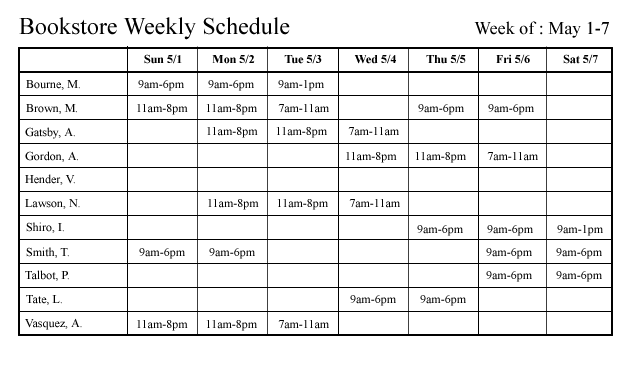
یک برنامه کاری هفتگی نشان می‌دهد که کدام کارمندان در یک کسب و کار در چه زمان‌هایی کار می‌کنند تا از پراکندگب مؤثر منابع نیروی کار اطمینان به دست آید.

یک برنامه زمانی (به انگلیسی: Schedule) یا جدول زمانی (به انگلیسی: Timetable)، به عنوان یک ابزار اساسی در مدیریت زمان، شامل فهرستی از زمان‌هایی است که قرار است وظیفه، رویداد یا اقدام احتمالی در آن‌ها انجام شوند، یا توالی رویدادها به ترتیب زمانی که چنین مواردی در آن انجام می‌شوند. در نظر گرفته شده‌است. فرایند ایجاد یک برنامه - تصمیم‌گیری در مورد روش سفارش دادن به این وظایف و شیوهٔ تخصیص منابع بین انواع وظایف ممکن - زمان‌بندی نامیده می‌شود، و شخصی که مسئول ایجاد یک برنامه زمانی خاص است ممکن است برنامه‌ریز (زمان‌بند) نامیده شود. برنامه‌ریزی و پیروی از آن یکی از فعالیت‌های باستانی بشر است.

## انواع برنامه‌ها
- برنامه‌های در دسترس همگانی

انواع خاصی از زمان‌بندی‌ها اطلاعاتی را منعکس می‌کنند که عموماً در دسترس همگان قرار می‌گیرد، به طوری که اعضای عمومی می‌توانند فعالیت‌های خاصی را در بارهٔ خود برنامه‌ریزی کنند. این‌ها ممکن است شامل موارد زیر باشد:
- برنامه‌های داخلی
  - برنامه‌ریزی مدیریت پروژه
  - در محاسبات
  - در ارتباطات بی‌سیم
  - در تحقیق در عملیات
  - در برنامه‌ریزی ترابری
- در آموزش